# Никола Провадалиев
Никола Димитров Провадалиев е български предприемач и общественик във Варна от края на XIX век.

## Биография
Роден е през 1826 г. в гр. Провадия. Жени се за гъркиня, строи хан и спиртоварна във Варна, където вероятно е посрещал Васил Левски. Зданието на Провадалиев е построено на ъгъла на по-късните улици "Сливница" и "6 септември".
На 23 януари 1888 редица членове на Общинския съвет във Варна подават оставка поради несъгласие с избора на новия кмет Киро Меразчиев и неговите помощници Никола Провадалиев и Ахмед Хадърчали. През 1890 г. Провадалиев завършва възложеното от общината строителство на две здания за мъжка и женска морска баня.
Тъст на Васил Радославов. Член на избирателния комитет на Либералната партия (радослависти) във Варна през 1896 г. Избран е в общинския съвет от листата на радославистите на изборите през 1899 г. Председател на временното бюро на Общото събрание на Варненската либерална дружина.
Умира във Варна на 8 януари 1909 г.